# Евтихије
Евтихије (грчки: Εὐτυχής; око 380 - око 456) је био презвитер и архимандрит Цариграда. Сматра се зачетником монофизитства.

## Биографија
Евтихије је био архимандрит манастира у близини Цариграда у коме је живело око 300 монаха. Уживао је велико поштовање Хрисапија, утицајног евнуха на двору цара Теодосија II (408-451). Прва половина 5. века период је христолошких расправа око међусобног односа две Христове природе. У овим борбама издваја се антиохијска школа предвођена презвитером Несторијем. Сам Теодосије подржавао је несторијанство те је 429. године поставио Несторија за цариградског патријарха. То је изазвало реакцију Александрије и Рима под чијим притиском је цар 431. године сазвао Васељенски сабор на коме је несторијанство проглашено за јерес. Евтихије се истакао на сабору као жестоки противник Несторија. Евтихије је изложио сопствено учење по коме је Христ "спој људских и божанских елемената". Он је негирао Христову човечанску природу као ограничену или непотпуну. Овакво учење има извесних сличности са александријском доктрином. Међутим, коптска црква одбацила је Евтихија као јеретика. За јеретика га је сматрао и антиохијски патријарх Домно II, као и дорилејски бискуп Еузебије. На сабору кога је сазвао Флавијан Цариградски 448. године Евтихије је проглашен за јеретика. Међутим, Диоскор Александријски је 449. године председавао тзв. Разбојничким сабором кога је сазвао сам цар Теодосије. Евтихије је враћен на свој ранији положај, а његови противници су екскомуницирани.
Цар Теодосије умро је 450. године. Пулхерија (Теодосијева сестра) и њен супруг, цар Маркијан (450-457), сазвали су 451. године Четврти васељенски сабор у Цариграду. Диоскору није дозвољено да присуствује сабору на коме је осуђен за јеретика. Сабор у Ефесу проглашен је "разбојничким" уз објашњење да је Диоскор епископима претио смрћу уколико на њему не учествују и не сложе се са одлукама. Одлуке Разбојничког сабора су поништене, а у складу са учењем Кирила Александријског, утврђено је постојање две несливене природе у Христу. Евтихије је екскомунициран. О његовом каснијем животу ништа се не зна. Умро је у изгнанству.